# Санчес де Фуэнтес, Эдуардо
Эдуа́рдо Са́нчес де Фуэ́нтес (исл. Eduardo Sánchez de Fuentes) — кубинский композитор и музыковед.

## Биография
Родился 3 апреля 1874 года в Гаване. Музыке обучался в Национальной консерватории в Гаване у И. Сервантеса Каванага (композиция) и К. Анкермана. В 1898 году написал первую кубинскую оперу на национальный сюжет «Юмури». Впервые была поставлена в Гаване. Санчес де Фуэнтес был одним из основателей Национальной академии искусств и литературы в Гаване, руководил ею в 1930-42 годах. Написал ряд работ о кубинском музыкальном фольклоре, на его основе сочинил песни (в их числе — «Ты» («Tu», 1892), популярная в дореволюционной России). Скончался 7 сентября 1944 года.

## Сочинения
- Оперы:

- «Юмури» (1898)
- «Потерпевший кораблекрушение» (по роману А. Теннисона «Энох Арден», 1901)
- «Скорбящая» (1910)
- «Дорейя» (1918)
- «Путник» (1921)
- «Кабелия» (1942)

- Сочинения для оркестра:

- Симфоническая поэма «Анакаона»
- Кубинская рапсодия
- Кубинский триптих
- Кубинские эскизы
- Симфонический прелюд

- Для хора:

- оратория «Рождество» (1924)
- кантата «Анакаона» (1929)

- Балет:

- «Дионея» (1940)

## Литературные сочинения
- «El folklore en la música cubana» (1898)
- «La influencia de los ritmos africanos en nuestro cancionero» (1927)
- «Folklorismo» (1928)
- «La contradanza y la habanera» (1935)
- «Viejos ritmos cubanos» (1937)
- «La música cubana y sus orígenes», «Boletín latinoamericano de música» (1938)